# Réserve naturelle Le Cesine
La réserve naturelle Le Cesine (en italien : riserva naturale Le Cesine) est un espace naturel protégé créé dans les Pouilles en 1980 sur le territoire de la commune de Vernole, dans la Province de Lecce,.

## Caractéristiques

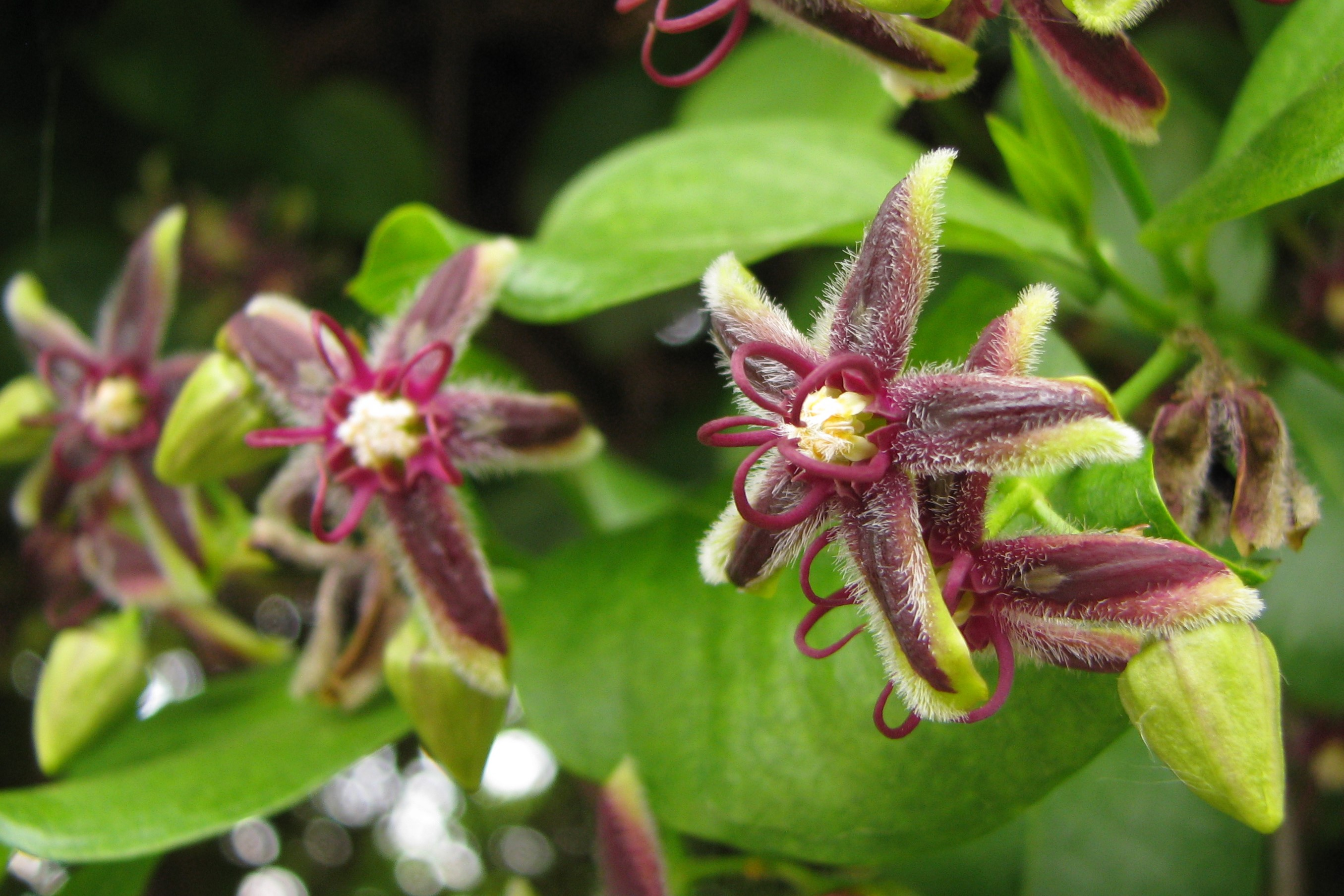
Fleurs de Periploca graeca.

La zone est un site d'importance communautaire (SIC) reconnue comme zone humide d'importance internationale depuis 1977 par la Convention de Ramsar et comme zone de protection spéciale (ZPS) (Directive Oiseaux) par Natura 2000.
L'oasis représente aujourd'hui l'une des dernières zones marécageuses qui s'étendaient autrefois d'Otrante à Brindisi. Dans l'oasis se trouvent deux étangs, Salapi et Pantano Grande, alimentés par la pluie, séparés de la mer par un cordon de dunes sableuses. L'oasis est gérée par le WWF italien. La présence de la liane periploca graeca appelée périploque de Grèce, une espèce en voie d'extinction, est importante.